# Ye-Si-Ca
Ye-Si-Ca är Secret Service andra album utgivet 1981. Inspelad i OAL Studio, Sollentuna. Producerades av Secret Service.
"Ye-Si-Ca" och "L. A. Goodbye" släpptes som singlar.  

## Låtlista
1. L. A. Goodbye - 3.04
2. Broken Hearts - 3.22
3. Angelica & Ramone - 3.12
4. Friday Night - 3.44
5. I Know - 3.10
6. Ye Si Ca - 3.10
7. King & Queen - 3.28
8. Crossing a River - 3.40
9. Don't Go Away - 3.26
10. Stay Here the Night - 3.34

Alla låtar skrivna av Tim Norell och Björn Håkanson, förutom 3: Claes af Geijerstam.

## Musiker
- Ola Håkansson - sång
- Ulf Wahlberg - syntar
- Tonny Lindberg - gitarr
- Leif Paulsen - bas
- Leif Johansson - trummor
- Tim Norell - syntar